# St. Trinitatis (Schwerstedt)

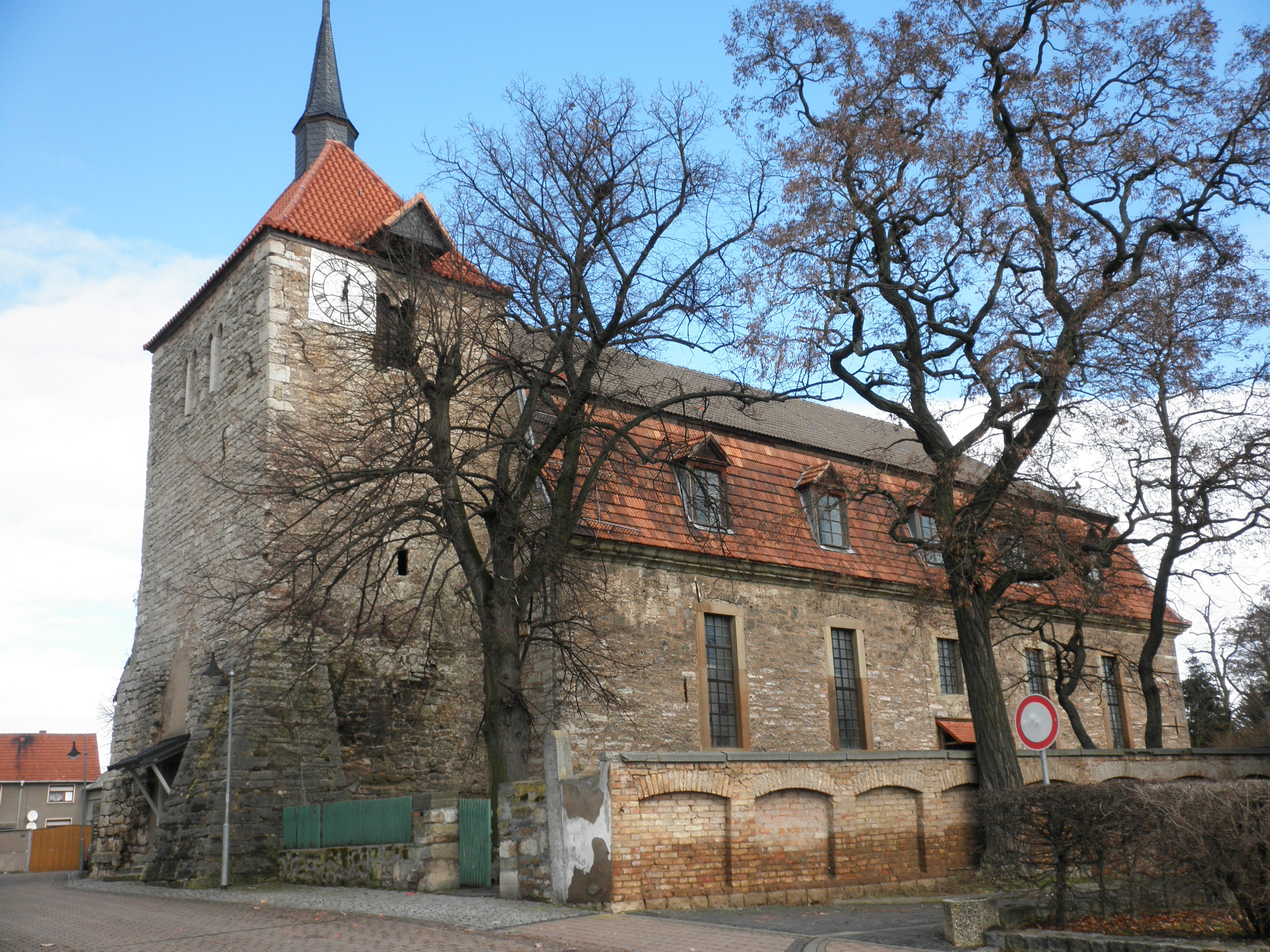
St. Trinitatis

Die evangelisch-lutherische denkmalgeschützte Kirche St. Trinitatis steht in Schwerstedt, eine Gemeinde im Landkreis Sömmerda in Thüringen. St. Trinitatis gehört zur Kirchengemeinde RG Straußfurt im Pfarrbereich Straußfurt im Kirchenkreis Eisleben-Sömmerda der Evangelischen Kirche in Mitteldeutschland.

## Beschreibung
Die stattliche Saalkirche über fünf Achsen wurde 1755 errichtet. Sie ist mit hochrechteckigen Fenstern ausgestattet und mit einem Mansarddach bedeckt. Von einem 1222 erstmals erwähnten romanischen Vorgängerbau St. Georg wurde der aus heterogenem Quadermauerwerk errichtete, querrechteckige Kirchturm im Westen übernommen. Ein Umbau der Vorgängerkirche durch eine in der Turmhalle angebrachte Inschrift von 1461 bezeugt. Der Turm ist mit einem Walmdach bedeckt, aus dessen Spitze sich ein Dachreiter erhebt. Das oberste Geschoss des Turmes, in dem sich der Glockenstuhl befindet, hat allseitig Biforien als Klangarkaden. 
Der Innenraum hat dreiseitige zweigeschossige Emporen und ist über dem Mittelraum mit einer von Vouten unterstützten Decke überspannt. Der breite, schnitzwerkverzierte Kanzelaltar von 1793 ist mit einem Paar Säulen und mit großen Vasen versehen, die mit Akroterien verziert sind. Über dem Schalldeckel ist das Jesuskind dargestellt. Ein hochrechteckiges Relief zeigt die Ausgießung des Heiligen Geistes. Es stammt aus einem um 1500 geschnitzten Altarretabel. Zwei beidseitig bemalte Tafelbilder aus dem 18. Jahrhundert wurden von diesem Retabel abgenommen und zu Kniebänken für den Altar umgearbeitet. Aus dem Vorgängerbau stammen das Sakramentshaus, ein großes spätgotisches Kruzifix und ein um 1600 gefertigtes, sechsseitiges Taufbecken. Die Orgel mit 27 Registern, verteilt auf 2 Manuale und Pedal, wurde 1845 von Ernst Siegfried Hesse gebaut, 1837 von Paul Laubs umgebaut und von Friedrich Löbling erweitert.